# Ethnic Identity and the State in Iran
Ethnic Identity and the State in Iran (en français : « Identité ethnique et État en Iran ») est un livre de 2013 d'Alam Saleh dans lequel l'auteur examine les tensions interethniques et la politisation de l'identité ethnique en Iran. Il suggère que les problèmes d’ appartenance ethnique et de nationalité en Iran, comme dans d’autres pays du Moyen-Orient, ne sont pas tant le résultat de la formation de l’identité ethnique que le produit de la sécuritisation des questions ethniques,,.